# Nová Ves (Miloňovice)
Nová Ves je osada, část obce Miloňovice v okrese Strakonice v Jihočeském kraji. Nachází se asi 1,5 kilometru západně od Miloňovic. Je zde evidováno 5 adres. V roce 2011 zde trvale žilo sedm obyvatel.
Nová Ves leží v katastrálním území Miloňovice o výměře 3,76 km².

## Historie
První písemná zmínka o vesnici pochází z roku 1654.

## Obyvatelstvo
| Rok            | 1869 | 1880 | 1890 | 1900 | 1910 | 1921 | 1930 | 1950 | 1961 | 1970 | 1980 | 1991 | 2001 | 2011 | 2021 |
| -------------- | ---- | ---- | ---- | ---- | ---- | ---- | ---- | ---- | ---- | ---- | ---- | ---- | ---- | ---- | ---- |
| Počet obyvatel | 43   | 37   | 35   | 31   | 29   | 35   | 35   | 19   | 24   | 24   | 10   | 6    | 12   | 7    | 3    |
| Počet domů     | 6    | 6    | 6    | 6    | 6    | 6    | 6    | 5    | 5    | 5    | 4    | 5    | 6    | 5    | 5    |

## Další fotografie

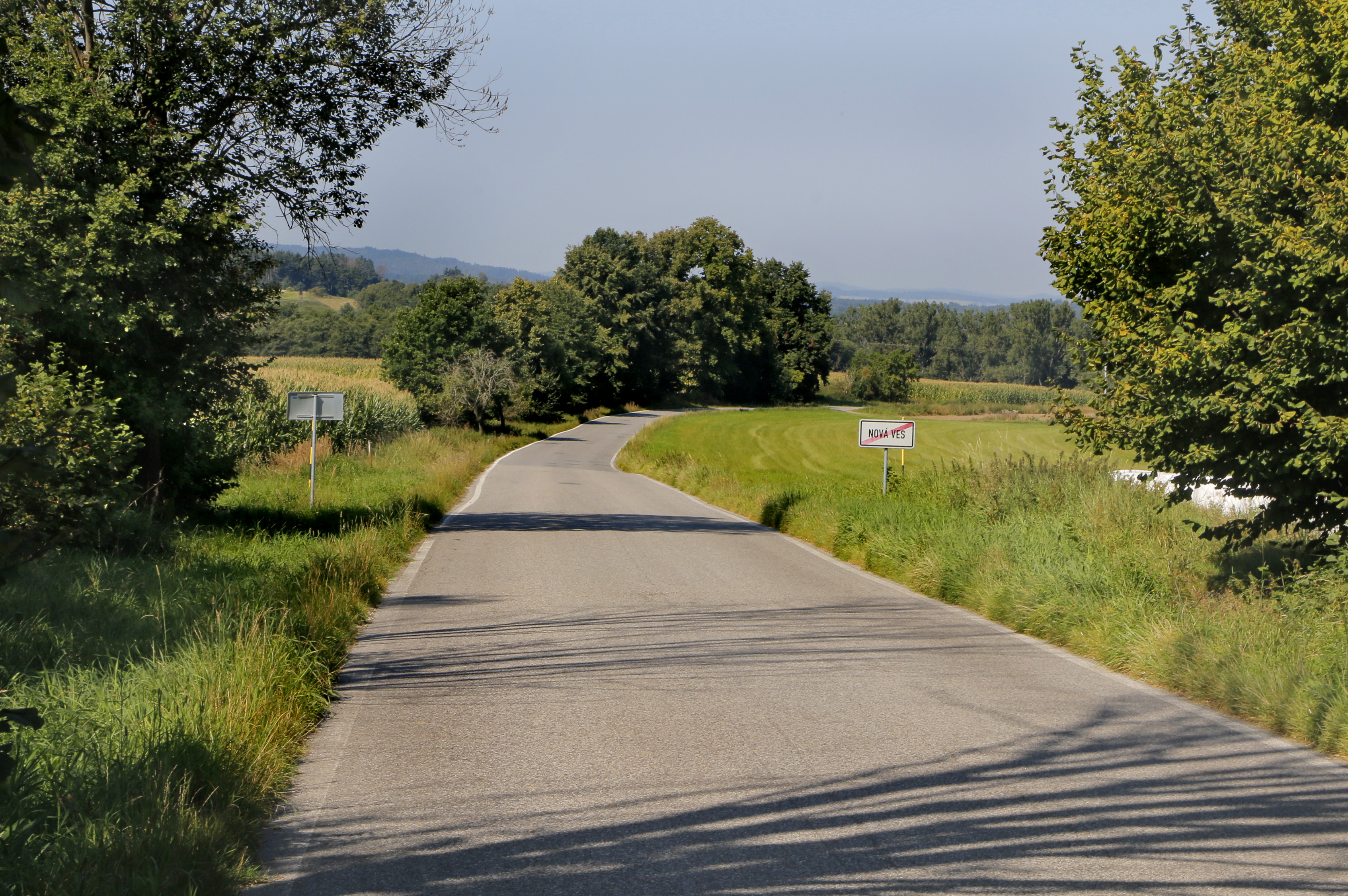
Silnice k Domažlicím
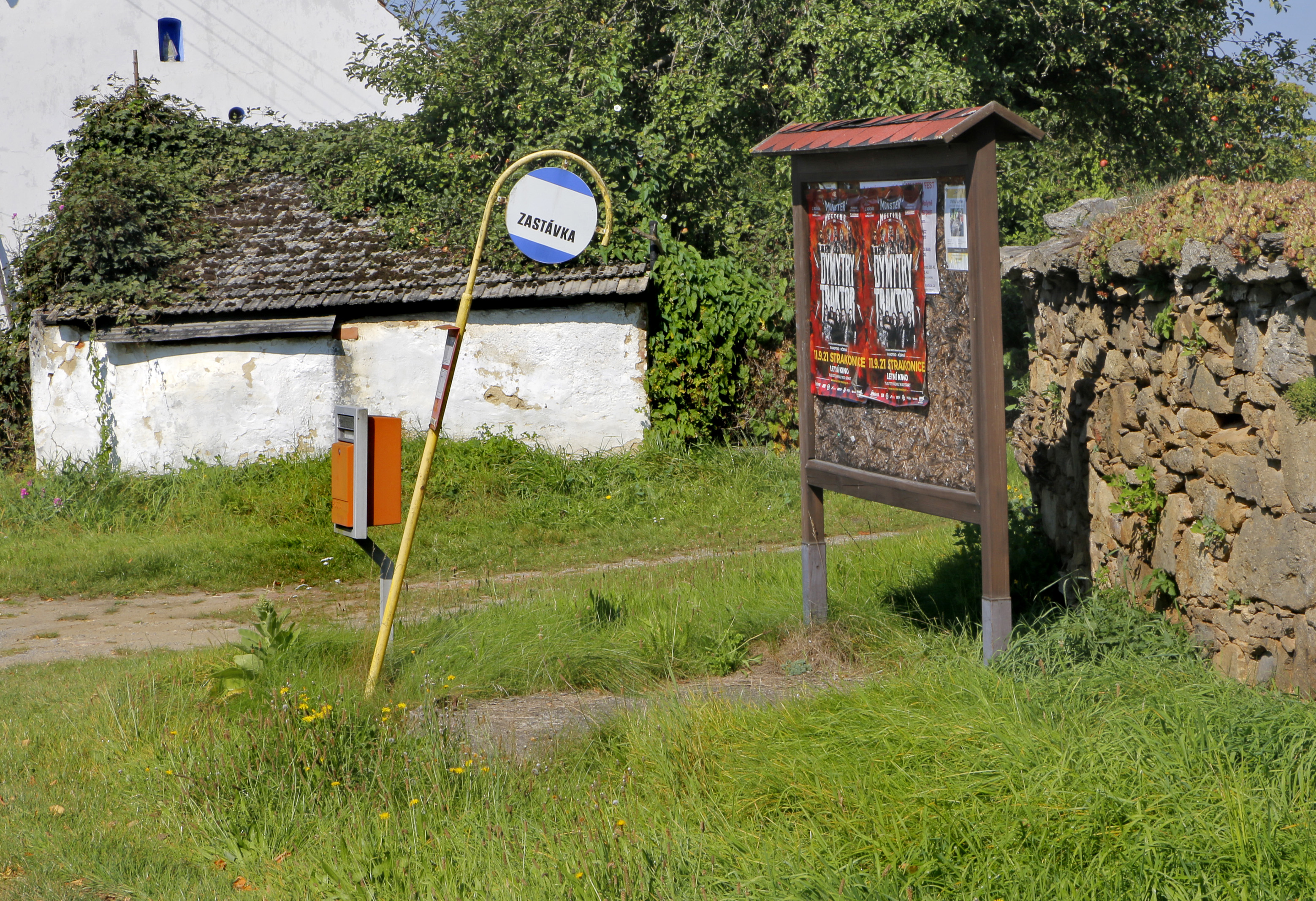
Zastávka
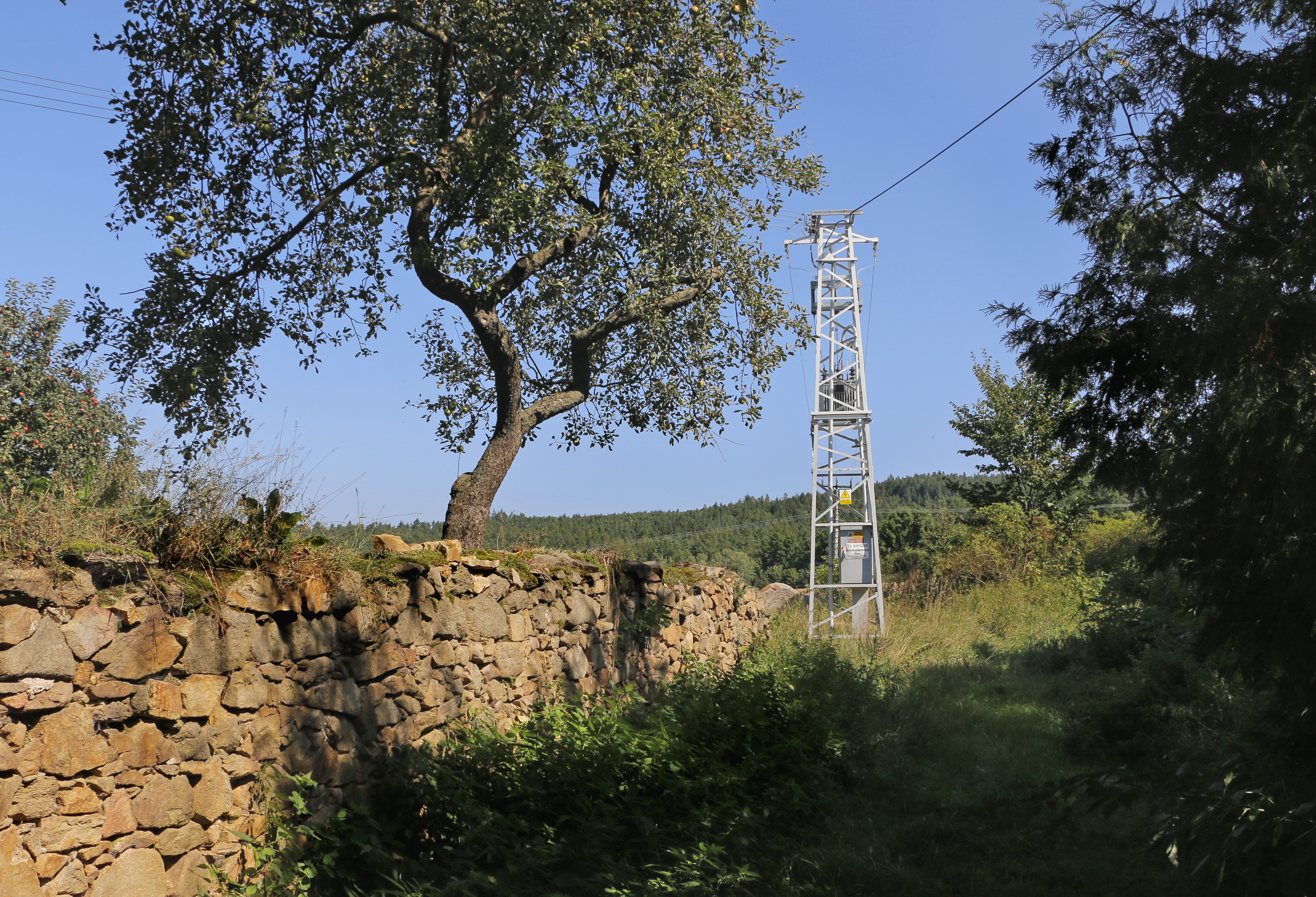
Transformátor